# Cymus melanocephalus
Cymus melanocephalus (Syn.: C. obliquus) ist eine Wanze aus der Familie der Cymidae.

## Merkmale
Die Wanzen werden 3,1 bis 3,9 Millimeter lang. Die Unterscheidung der Arten der Gattung Cymus ist nicht einfach. Die Art kann anhand ihres fehlenden blassen Kiels auf dem Schildchen (Scutellum) und der vollständig punktierten Flügel bestimmt werden.

## Verbreitung und Lebensraum
Die Art ist in Europa vom Mittelmeerraum bis in den Süden Skandinaviens und weiter östlich bis Zentralasien verbreitet, wo sie seltener wird. Sie tritt auch in Nordafrika auf. Sie ist in Mitteleuropa weit verbreitet und insbesondere in Süddeutschland sehr häufig. Die Art besiedelt vor allem feuchte, seltener auch trockene Lebensräume. Häufig findet man die Tiere auf sauren Böden mit Bewuchs von Besenheide (Calluna vulgaris) oder Heidelbeeren (Vaccinium).

## Lebensweise
Die Tiere leben in der Regel an Binsengewächsen (Juncaceae), wie z. B. Flatter-Binse (Juncus effusus), Knäuel-Binse (Juncus conglomeratus), Bodden-Binse (Juncus gerardii) oder Blaugrüner Binse (Juncus inflexus) und seltener an Sauergrasgewächsen (Cyperaceae).

## Belege